# Pierre-Nicolas Bénard
Pour les articles homonymes, voir Bénard.

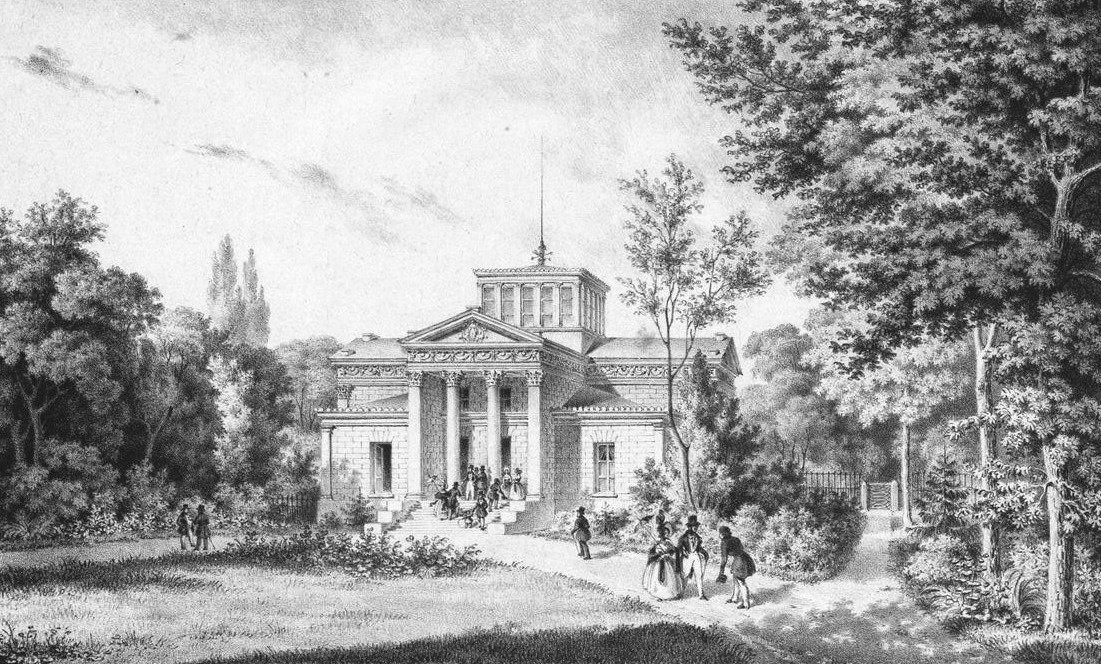
Pavillon du Parc Monceau, construit par Bénard entre 1803 et 1806, démoli dans les années 1860 (à l'emplacement des bâtiments situés entre les no 15-17 de la rue Murillo et le no 64 de la rue de Lisbonne).

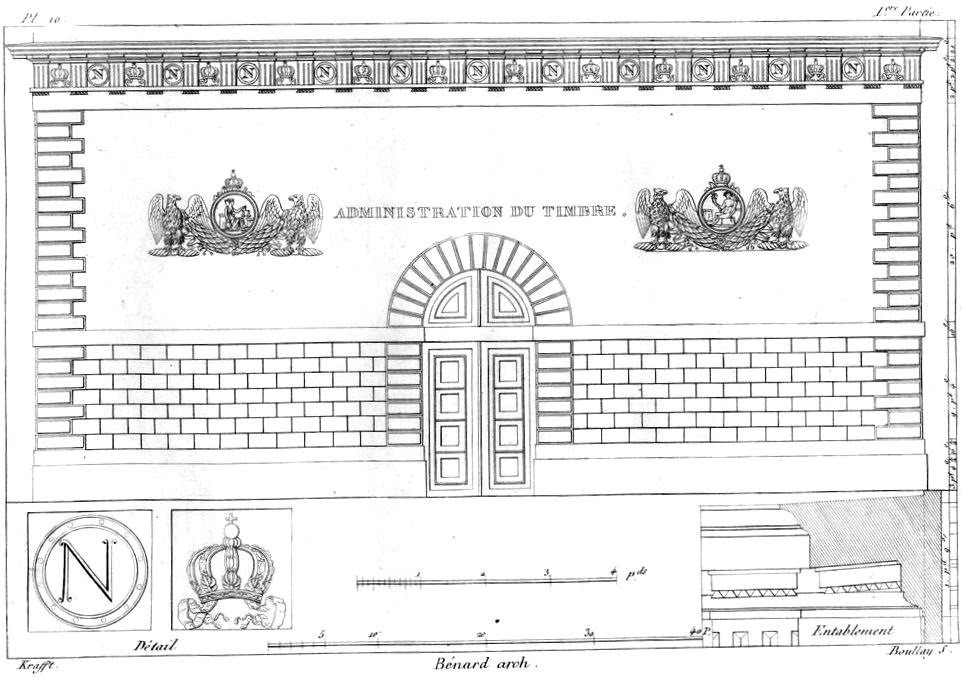
Hôtel de l'administration du Timbre, rue de la Paix.

Pierre-Nicolas Bénard est un architecte français né en 1753 et mort à Paris le 23 octobre 1816.

## Biographie
Élève d'Étienne-Louis Boullée, Bénard épousa en 1787 la fille d'une demi-sœur de son maître, Adélaïde Jeanne Victoire Hennequin de Blissy.
Il seconda Boullée à plusieurs reprises, en particulier dans ses projets pour la transformation de la Bibliothèque royale.
Architecte du ministère des Finances, il entreprit, rue de Rivoli à Paris, la construction de l'hôtel des Postes, qui fut achevé par François-Hippolyte Destailleur et devint le siège du ministère des Finances. L'édifice a été incendié sous la Commune. Bénard bâtit également l'hôtel du Timbre, rue de la Paix.
En 1809-1810, il procède à des travaux d'agrandissement de l'hôtel de Charost.
À l'hôtel de Bourvallais, no 13 place Vendôme, il aménagea en 1814 la salle des séances du Conseil d'État, remplacée en 1827 par une salle à manger d'apparat (dite « Galerie Peyronnet ») construite par l'architecte François-Hippolyte Destailleur.
Dans le parc de Jeurre, il construisit la maison du portier (1813), la ferme de style piémontais (1810-1811), le pigeonnier (1812), qui furent complétés par Jacques-Charles Bonnard.
Héritier de Boullée, il fut l'usufruitier de ses dessins et les transmit à la Bibliothèque royale.

### Sources
- Michel Gallet, Les Architectes parisiens du XVIIIe siècle : Dictionnaire biographique et critique, Paris, Éditions Mengès, 1995, 494 p. (ISBN 2-85620-370-1).